# Тёлёк
Тёлёк (Тюлек; кирг. Төлөк; в верхнем течении — Кашка-Суу) — река в Кыргызстане, течёт по территории Кочкорского района Нарынской области. Левый приток реки Джоон-Арык.
Длина реки составляет 43 км. Площадь водосборного бассейна равняется 382 км². Среднегодовой расход воды — 2,09 м³/с. Половодье в июне — июле, межень в декабре. Родники обеспечивают 62 % стока, ледники — 20 %, снега — 14 %.
Исток реки находится на склонах гор Кызарт, около перевала Тюлек. Почти на всём протяжении преобладающим направлением течения является юго-восток — восток, возле устья поворачивает на северо-восток. Сливается с Каракуджур, образуя реку Джоон-Арык северо-западнее населённого пункта Сары-Булак.